# A magyar labdarúgó-válogatott 2019. szeptember 9-i mérkőzése
A magyar labdarúgó-válogatott ötödik Európa-bajnoki selejtezője Szlovákia ellen, 2019. szeptember 9-én. Ez volt a magyar labdarúgó-válogatott 939. mérkőzése. 
 A találkozót 2–1 arányban a szlovák válogatott nyerte meg.

## Helyszín
A találkozót Budapesten, a Groupama Arénában rendezték.

## Keretek
megjegyzés: A táblázatokban szereplő adatok a mérkőzés előtti állapotnak megfelelőek.

## Örökmérleg a mérkőzés előtt
| Sorszám | Időpont     | Helyszín    | Eredmény  | Kiírás       |
| ------- | ----------- | ----------- | --------- | ------------ |
| 1/731   | 1999.03.31. | Pozsony     | 0–0       | Eb-selejtező |
| 2/734   | 1999.06.09. | Győr        | 0–1 (0–0) | Eb-selejtező |
| 3/792   | 2004.11.30. | Bangkok     | 0–1 (0–0) | –            |
| 4/828   | 2008.02.06. | Limassol    | 1–1 (0–0) | –            |
| 5/934   | 2019.03.21. | Nagyszombat | 2–0 (1–0) | Eb-selejtező |

| M | Gy | D | V | G+ | G– | Gk | %  |
| - | -- | - | - | -- | -- | -- | -- |
| 5 | 0  | 2 | 3 | 1  | 5  | –4 | 20 |

Források: , 

## A mérkőzés
| 2019. szeptember 9. 20:45 |

| Magyarország                                                                                                 | 1–2               | Szlovákia                               |
| --- | ----------------- | --------------------------------------- |
| Szoboszlai 50' Szoboszlai 6' Dzsudzsák 19' Szalai 53' Baráth 54' Nagy Á. 59' Pátkai 69' Baráth lefújás után′ | (0-1) Jegyzőkönyv | 40' Mak 56' Boženík 12' Šatka 41' Vavro |

| Groupama Aréna, Budapest, Magyarország Nézőszám: 22 000 Játékvezető: Antonio Mateu Lahoz (spanyol) |

### A mérkőzés statisztikái
| Magyarország |                      | Szlovákia |
| ------------ | -------------------- | --------- |
| 49 (%)       | Labdabirtoklás       | 51 (%)    |
| 1            | Gól                  | 2         |
| 6            | Sárga lap            | 2         |
| 1            | Piros lap            | 0         |
| 4            | Szöglet              | 2         |
| 1            | Les                  | 3         |
| 18           | Lövés                | 14        |
| 7            | Kaput eltalált lövés | 5         |
| 5            | Blokkolt lövés       | 3         |
| 422          | Passz                | 414       |
| 367          | Sikeres passz        | 358       |
| 87 (%)       | Passz hatékonyság    | 86 (%)    |
| 17           | Szabálytalanságok    | 17        |